# Mariachi
El mariachi es un género de la música de México. Por extensión, se conoce también como mariachi a los músicos dedicados a este género —nombrados también como mariacheros— y a los conjuntos musicales en sus expresiones conocidas como mariachi tradicional y mariachi moderno. En noviembre de 2011 la Unesco inscribió a El Mariachi, música de cuerdas, canto y trompeta como integrante de la Lista Representativa del Patrimonio Cultural Inmaterial de la Humanidad. El mariachi también forma parte de la música regional mexicana.
El mariachi cuenta con dos manifestaciones reconocibles: el denominado tradicional, que conserva el atuendo típico campesino y la instrumentación con las cuales se desarrolló desde la época novo-hispana; y el moderno, basado en el primero —de mayor medida en la variante regional de Cocula como influencia prototípica— pero que se modificó sustancialmente a partir de la década de los treinta hasta convertirse en una manifestación propia. A mediados del siglo XX este género musical alcanzó una difusión nacional en su país de origen gracias a su aceptación en el gusto popular mediante su incursión en la radio, la televisión, el cine y la industria discográfica, para convertirse con el paso de los años en popular en muchos países del mundo. La música y vestimenta del mariachi moderno son las más famosas en todo el mundo. 
Su música se acostumbra en México en fiestas públicas tales como el día de las Madres o el de la Virgen de Guadalupe (12 de diciembre), el aniversario de la independencia (16 de septiembre), reuniones familiares, fiestas o serenatas.
Entre algunos de los autores o intérpretes de canciones para mariachi más importantes están: Lucha Reyes, Jorge Negrete, Antonio Aguilar, Pedro Infante, Cuco Sánchez, Javier Solís, Miguel Aceves Mejía, José Alfredo Jiménez, Aída Cuevas, Lucha Villa, Juan Gabriel, Tomás Méndez, Luis Miguel , Lola Beltrán, Amalia Mendoza, María de Lourdes, Rubén Fuentes, Gilberto Parra Paz, Vicente Fernández, Beatriz Adriana y Manuel Esperón. La vestimenta tradicional del mariachi moderno es el traje de charro.
En la época contemporánea hay cerca de 30 mil músicos dedicados a este género en México, pero se encuentra ampliamente extendido en los Estados Unidos, y hay presencia de agrupaciones de mariachi en decenas de países alrededor del mundo.

## Orígenes
En el actual México el proceso de conformación de las diversas manifestaciones del son, cuyo origen son las tradiciones musicales de España, el que influiría al mariachi contemporáneo y tiene al menos tres siglos de desarrollo durante el periodo virreinal. Existen diversas manifestaciones regionales del son con su propio discurso musical, dotación instrumental, forma de cantar, bailar y literatura asociada a ellos. En dicho proceso (como en todos los de la Nueva España) se verían imbricadas influencias occidentales importadas de Europa, del Medio Oriente y de los pueblos indígenas. En la segunda mitad del siglo XIX el término ya aparece citado como tal, y su diversificación y expansión regional hacia mediados del siglo XIX es posible gracias al proceso de secularización nacional que permitió el desarrollo de la música fuera del ámbito religioso.
Pese a una frase muy difundida en lo popular que reza "de Cocula es el mariachi" por la canción escrita por Manuel Esperón, y de atribuir a Cocula como fuente unívoca del mariachi original:

La hipótesis viable es que el mariachi sea resultado de la fusión de innovaciones locales con elementos culturales provenientes de diferentes patrimonios: se trata de una síntesis original -genuinamente mestiza- de rasgos de origen propio y ajeno, moldeada en la región occidental de la Nueva España
Jáuregui:2001, citado por Cárdenas:2005

El mariachi se desarrolló desde el siglo XVI en una macrorregión que abarca los actuales estados mexicanos de "Nayarit, Jalisco, Colima, Michoacán, una porción de Zacatecas, Aguascalientes y parte de Guanajuato, Sinaloa y Guerrero", con una gran variedad de estilos y variantes - se remonta a 1852, cuando el sacerdote Cosme de Santa Anna, párroco de Rosamorada, hoy Nayarit, dirigió una carta al obispo Diego Aranda y Carpinteiro, en la que describía el comportamiento de una parte de la feligresía del lugar, que entraba en desorden en las fiestas:

Al acabarse los divinos oficios en mi Parroquia en el sábado de gloria encuentro que en la plaza y frente de la misma iglesia se hallan dos fandangos, una mesa de juego y hombres que a pie y a caballo andan gritando como furiosos en consecuencia del vino que beben y que aquello es ya un desorden muy lamentable: sé que esto es en todos los años en los días solemnísimos de la resurrección del Señor y solo que ya sabemos cuantos crímenes y excesos se cometen en estas diversiones, que generalmente se llaman por estos puntos mariachis.
Meyer:1981, citada por Jáuregui:1997

 La denominación de mariache o mariachi parece venir más remotamente del nombre que los indios de la región daban a la tarima de baile, según datos de Jáuregui.
Ya para esa época el mariachi, en su acepción de baile público y de conjunto de músicos, era popular en el occidente y sur de México en entornos esencialmente rurales con algunas incursiones en ciudades de mayor tamaño como Tepic o Guadalajara. Testimonios posteriores a finales del siglo XIX mencionan grupos musicales presentes en festividades populares bajo la apelación de mariachi o mariaches. Hacia 1901 el gobierno de Michoacán, dada la asociación del mariachi al desorden por el consumo de alcohol y a la ocurrencia de riñas, determinó la prohibición de bailes "que denominan mariaches, y en otros lugares fandangos. Es en esta época cuando agrupaciones de mariachi acuden a distintas celebraciones oficiales, entre ellas, la que ofreció Porfirio Díaz a Elihu Root, secretario de estado de los Estados Unidos, y en el que actuó un grupo que fue traído expresamente para la ocasión desde Jalisco, y que tocó sones y jarabes "y dos charros y dos tapatías estuvieron bailando al compás de las arpas y de los violines" Incluso en 1919 la bailarina Anna Pavlova presentó en México una interpretación propia del jarabe jalisciense, que en décadas posteriores se convertiría en la influencia para bailables escolares. El primer registro discográfico de un mariachi fue el del ensamble de Concepción "Concho" Andrade y Pablo Becerra, hecha en Chicago en 1903. En estas décadas, el gusto popular por el mariachi se incrementa frente a otros ritmos foráneos en boga en sectores sociales de clase alta, como los valses y las polkas.

## Popularización en México
Hacia la década de los veinte la presencia de grupos de música tradicional de distintos puntos de México incluido el mariachi. Para entonces la dotación instrumental es, en esencia, de violines, guitarras mariacheras o de golpe con cinco cuerdas antes que la guitarra sexta, y dos instrumentos particulares: la vihuela, más aguda que la guitarra, y el otro más grave, el guitarrón, además del arpa y algún instrumento percusivo como un tambor. Dos son los grupos que incrementan su popularidad en el gusto de la capital mexicana: el mariachi del coculense Concepción "Concho" Andrade y el de su compadre Cirilo Marmolejo. Ambas agrupaciones participan tanto de presentaciones en eventos privados para políticos, como de presentaciones más populares. Hacia 1925 el empresario Juan Indalecio Hernández Ibarra abrió el Salón Tenampa, ubicado en la plaza Garibaldi del centro histórico de la capital, invitando al mariachi de Concho Andrade a presentarse con regularidad en su restaurante respetando su estilo original, dado que el concepto del naciente lugar era de gastronomía de Jalisco. En esta época Andrade y Marmolejo deciden avecindarse en Ciudad de México.
 

Muchos músicos originales de mariachi provenientes de los estados de Aguascalientes, Jalisco, Nayarit, Colima, Guerrero y Michoacán, dado el éxito creciente del género en la capital, inmigran a la misma en búsqueda de trabajo. Andrade y Marmolejo alternan dentro y fuera del Tenampa, tocando para los viandantes de la plaza Garibaldi. Esta práctica a la postre propiciaría a que músicos de este género y otros se apropiaran de ella como espacio de trabajo. Con esta costumbre y con el fin de satisfacer a sus clientes, Andrade y Marmolejo inician la transición hacia un mariachi más urbano, el cual por su dotación instrumental permitía la interpretación de un mayor número de canciones de géneros distintos, pero reinterpretados por los conjuntos de mariachi. Uno de los arreglistas fundamentales en la historia del mariachi, ha sido Rubén Fuentes.

## Características
A pesar de que en la actualidad existen dos expresiones musicales, la urbana que es la más conocida por todo mundo, y la rural que aún existe como expresión tradicional, es decir, sin algunas características que ahora se asocian tan popularmente con el mariachi popular. Investigadores han diferenciado estas dos expresiones como Mariachi Tradicional y Mariachi Moderno. A pesar de las diferencias actuales en ambas expresiones, tienen el mismo origen y muchas similitudes, pero a partir de los medios de comunicación en el segundo tercio del siglo XX, hubo una bifurcación.

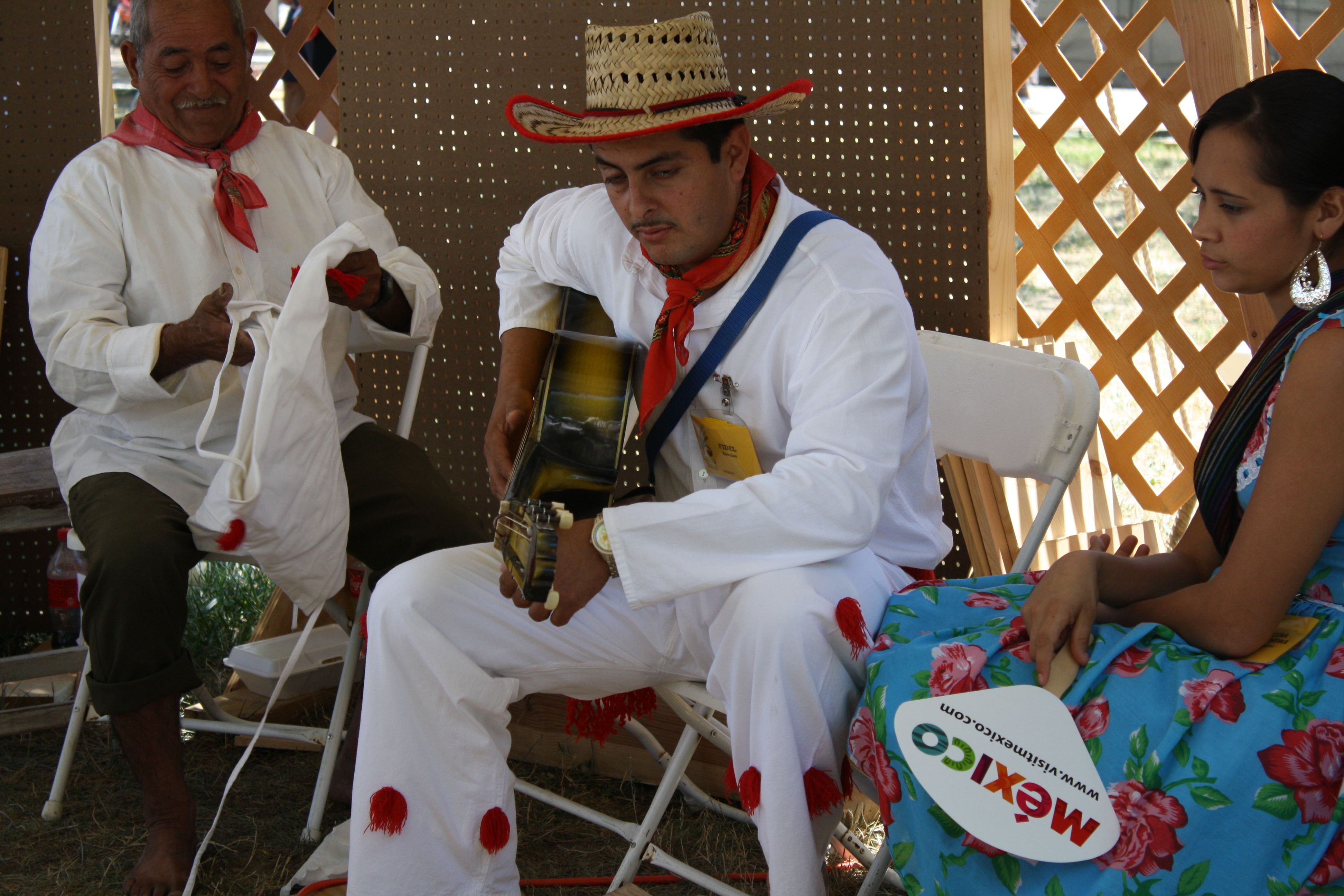
Músicos de mariachi tradicional

### Mariachi tradicional
El mariachi tradicional o antiguo es una agrupación musical de mariachi de índole mestiza e indígena que conserva las características de estas agrupaciones previas a la popularización del género en los medios masivos. Ante el advenimiento del mariachi como un éxito comercial y su respectiva transición a mariachi moderno, agrupaciones en las zonas de Colima, Jalisco, Michoacán, Nayarit y zonas aledañas conservaron rasgos comunes como el uso de instrumentos cordófonos tales como guitarras mariacheras o de golpe, vihuelas, guitarrones, violines y arpas y una indumentaria plenamente campesina. Dentro de los géneros que interpretan estas agrupaciones se encuentran el jarabe, el son serrano, el son abajeño y el son alteño y el de tarima, entre otros así como la interpretación de música.
Desde el siglo XX distintos autores han criticado la forma en que se ha asumido al mariachi moderno como la forma única de expresión musical, cultural e identidaria de los estados del occidente de México.

### Mariachi moderno

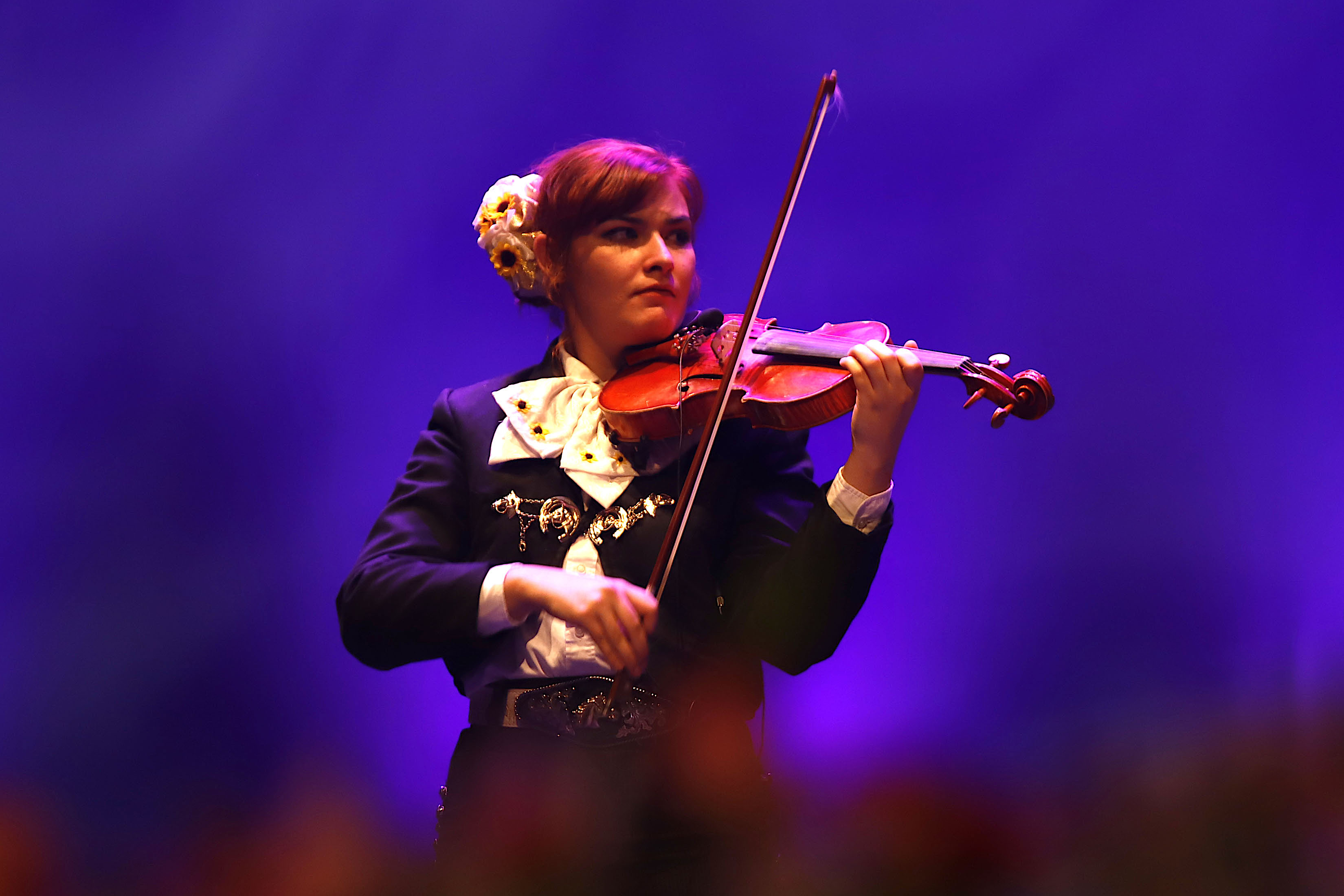
Mujer mariachi con atuendo moderno tocando el violín.

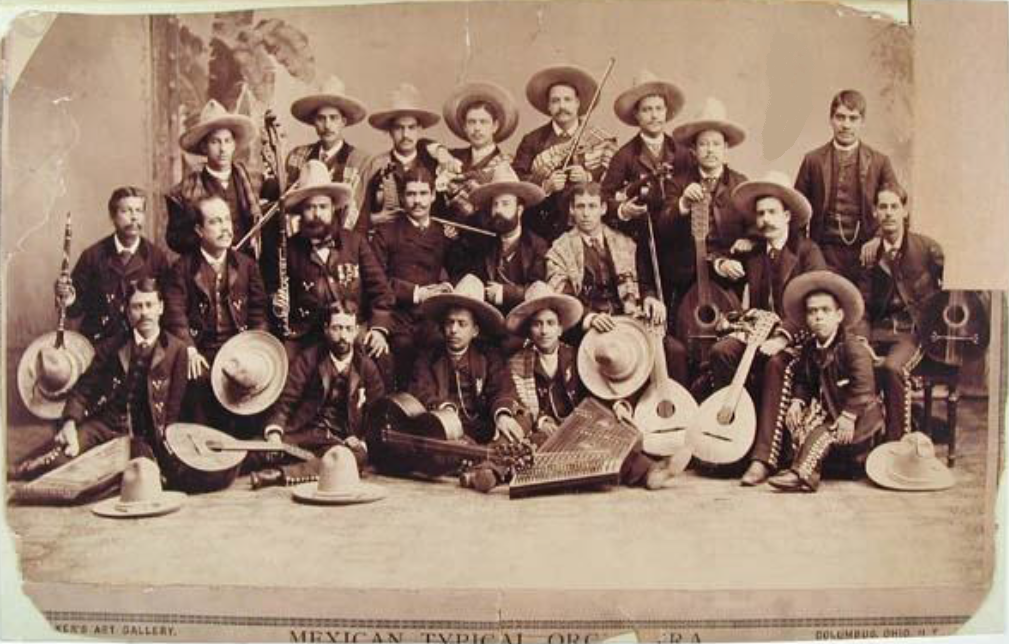
La Orquesta Típica Mexicana de Carlos Curti en 1885.

- El mariachi es un grupo musical conformado generalmente por un número mínimo de tres integrantes; usando generalmente, guitarra, guitarrón, violín y trompetas,  en cualquier cantidad (es decir, pueden tener todos, o no tener alguno)  aunque en ocasiones se le añaden flauta y arpa, y en ciertas regiones incluso el acordeón.

- Interpretan sones del occidente de México y desde la década de 1930 incluyeron en su repertorio rancheras, corridos, huapangos, sones jarochos y valses mexicanos, es decir música tradicional y regional mexicana. Posteriormente se adaptó el bolero constituyendo el bolero ranchero y en la actualidad interpretan éxitos de cantantes populares y en ocasiones hasta baladas y cumbias.

- Los primeros conjuntos de mariachi vistieron atuendos cotidianos de los campesinos de los estados de Jalisco, Michoacán, Colima y Nayarit. Sus atavíos eran hechos de manta de algodón y usaban un sombrero de paja de trigo o de palma. A principios del siglo XX, tal como venían haciendo los integrantes de las orquestas típicas, los mariachis comenzaron a presentarse con el traje de charro, añadiendo colores y ornamentos distintos a los originales del traje charro. La Orquesta Típica Mexicana, fundada por Carlos Curti en 1884, es considerada una de las orquestas más antiguas de Latinoamérica y fue declarada "Patrimonio Cultural Intangible de la Ciudad de México" el 31 de mayo de 2011.[28]

- La mayoría de los grupos actuales de mariachi visten generalmente de negro o blanco. De acuerdo al reglamento de la charrería, el traje del charro (jinete hacendado o caporal) es de color negro solamente para ceremonias tales como bodas o funerales, pero el color blanco no se contempla. Sin embargo, entre mariachis y bailarines se usa cualquier color y combinación así como ornamentos distintos a los usados por los practicantes de la charrería. Estas vestimentas se adornan con calados de gamuza y/ o con botonaduras, que pueden ser de metal troquelado, ya sea fabricado en serie o de manera artesanal, en plata o acero vaciado. Los sombreros de charro y de mariachi son piezas de artesanía diferentes a los que se venden en las tiendas de recuerdos para turistas.

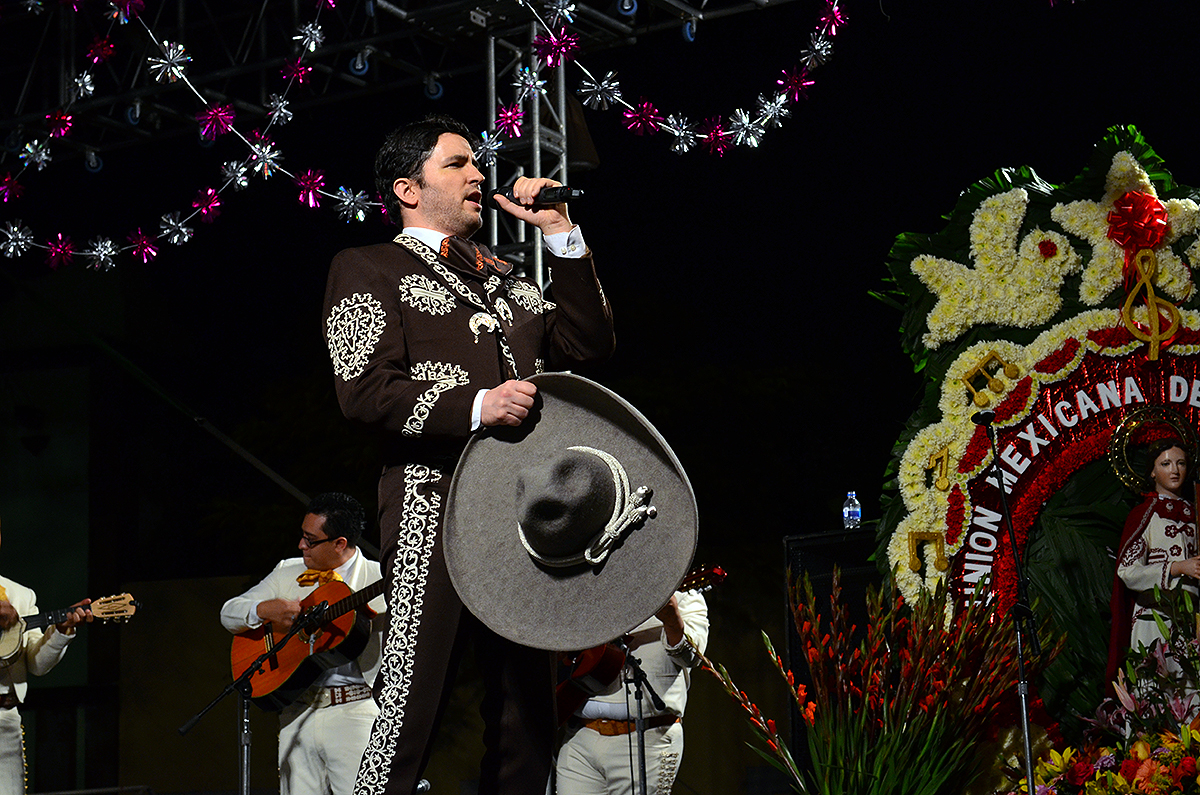
Lorenzo Negrete, nieto de Jorge Negrete, cantando música de Mariachi.

- El cine mexicano de los años cuarenta dio a conocer internacionalmente al mariachi por medio de las películas protagonizadas por Tito Guízar que fueron las primeras en mostrarse con éxito en Estados Unidos y por Jorge Negrete en América Latina y Europa. El mariachi era un elemento imprescindible en las películas protragonizadas por Miguel Aceves Mejía, Pedro Infante y Luis Aguilar, entre otros, que gozaron de gran aceptación en América Latina y en otras regiones del mundo.

- Los primeros mariachis femeniles aparecieron en Ciudad de México a mediados del siglo XX, actualmente se conocen diversas agrupaciones de Mariachi Femenil.

- Algunos intérpretes, cantantes y grupos musicales entonan canciones cristianas con música mariachi.[29]

- En la Ciudad de México la plaza de Garibaldi, ubicada en el centro histórico, es por antonomasia es el foro más importante de mariachis en Ciudad de México. Allí se puede contratar a grupos que tocan piezas por un monto económico. El 22 de noviembre a través de música y folklore mexicano, la Unión Nacional de mariachis festeja en la plaza Garibaldi a Santa Cecilia, Patrona de los músicos y por ende de los Mariachis.

- En la ciudad de Guadalajara cada año tiene lugar el Encuentro Internacional del Mariachi y la Charrería, este evento está dividido en dos aspectos:

1. El deportivo, con encuentros y competiciones de charros.
2. El musical con conciertos y presentaciones de grupos de mariachis.

Cada año, llegan conjuntos de mariachi de países como Serbia, Finlandia, Colombia, Ecuador, España y Japón, además de los que se presentan agrupaciones de toda América Latina. Además de concursos y conciertos, se imparten talleres y clínicas que han ayudado a los grupos fuera de México a mejorar su vestimenta y sobre todo su estilo y técnica interpretativa.

## Palabra mariachi
La referencia más lejana documentada son los más de 100 certificados de bautismos, entierros y matrimonios en los que aparece el rancho Mariachi, entre 1832 y 1850. Estaba ubicado cerca del río Santiago, en Nayarit.

### Hipótesis sobre el origen de la palabra
Uno de los mitos sobre el origen de la palabra "mariachi" supone que en los tiempos de la Invasión Francesa (acaecida en 1862), durante una boda de rancheros en un poblado de Jalisco llegaron unos soldados franceses, quienes sorprendidos ante tal jolgorio, en el que los músicos tenían un papel muy importante, preguntaron sobre aquella fiesta. El interlocutor lógicamente contestó: “C’est un mariage” que en francés significa "es una boda" y así fue como los franceses denominaron al conjunto musical que derivó en "marriach" y tras el uso "mariachi". Para el investigador Jesús Jáuregui, la hipótesis francesa se comenzó a manejar desde las primeras presentaciones radiofónicas en Ciudad de México, del mariachi de Concho Andrade, precursor de estas agrupaciones en la capital. Otra hipótesis es que viene del maya, particularmente de la palabra mariamchi que significa "los que tienen mi misma sangre". Otra hipótesis viene a hacerse notar por la canción "El principio" de Juan Gabriel, que dice que mariachi quiere decir "día de fiesta" en  Otomí pero, al igual que con otras versiones, no se aportan datos seguros para hacer tal afirmación. Aun así, esta última versión ha ganado mucha popularidad.

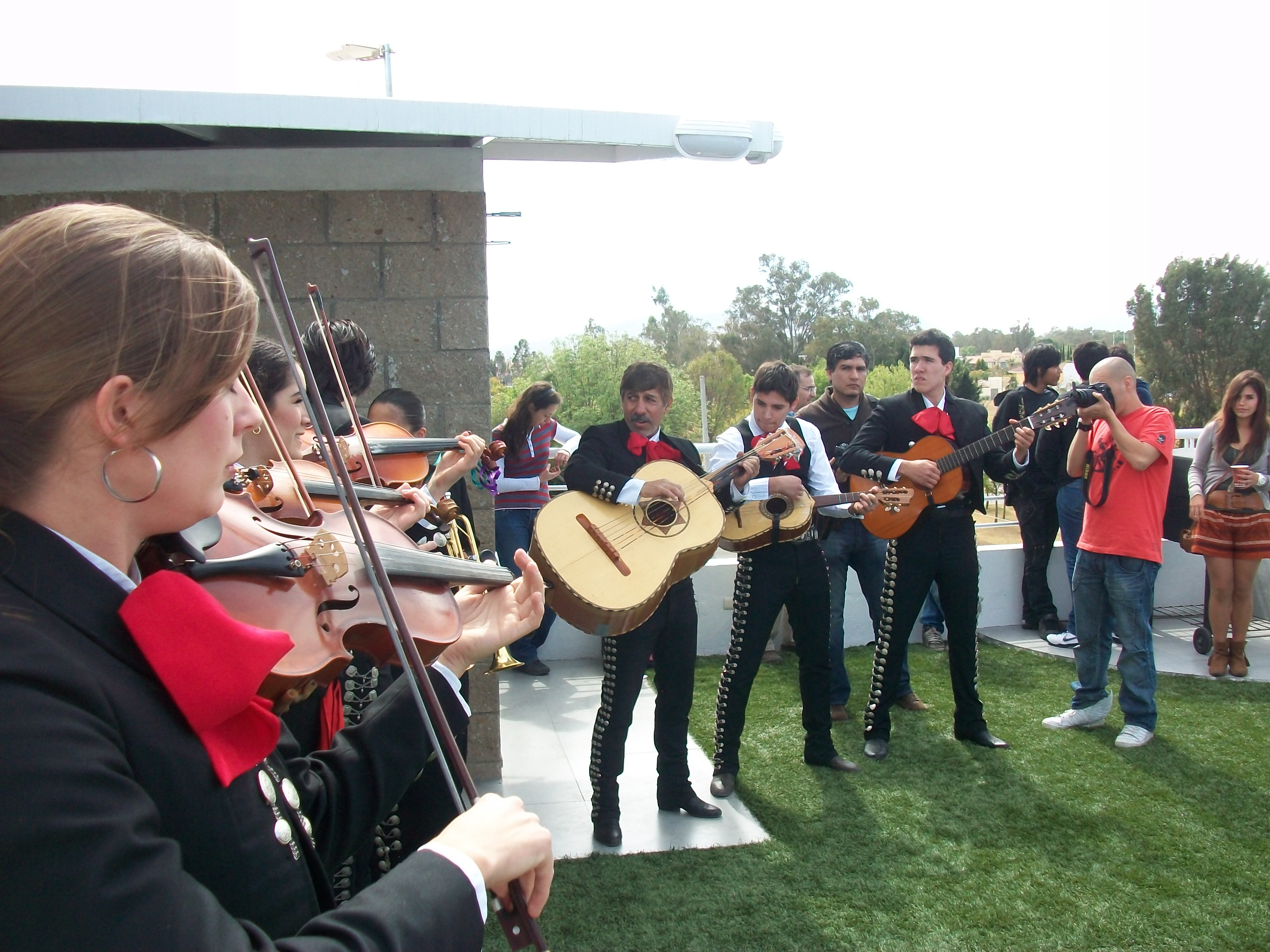
Grupo de mariachis tocando en la celebración del décimo aniversario de Wikipedia en Guadalajara.

El diccionario de mexicanismos de la Academia Mexicana de la Lengua recoge para mariachi. (Quizá de origen coca.) 1. Grupo de músicos, cuyos integrantes visten a la usanza charra. 2. Cada uno de los músicos de ese grupo. Mientras que el Diccionario de la Real Academia Española (DRAE) presenta mariachi o mariachis para los grupos de orquesta popular mexicana que interpreta esta música o bien a la música y baile populares mexicanos procedentes del estado mexicano de Jalisco o bien los miembros de esa agrupación musical o el conjunto instrumental que acompaña a los cantantes de ciertas danzas y aires populares mexicanos.
El historiador Hermes Rafael, de la Sociedad Mexicana de Geografía y Estadística, es autor de los libros "Origen e historia del mariachi" de 1982 y "Los primeros mariachis en la Ciudad de México" de 1999, además de artículos, conferencias, etc. acerca del origen del mariachi. El libro de 1982 es el que abre una nueva etapa en la investigación histórica sobre el mariachi y sigue siendo desde ese año el libro base para los investigadores. Afirma que el origen de los sones de mariachi, así como el vocablo provienen de los indígenas "cocas" de Cocula.
Álvaro Ochoa Serrano es autor de Mitote, Fandango y Mariacheros. Centro Universitario de la Ciénega. Universidad de Guadalajara; Casa de la Cultura del Valle de Zamora; Fondo Editorial Morevallado, 2008, 4.ª edición; Manual del Mariachi. Secretaría de Cultura de Jalisco, 2013; y de La música va a otra parte. Mariache México-USA. El colegio de Michoacán, el colegio de Jalisco, 2015. En ellos se refiere a Mariache o mariachi como una tradición musical del occidente mexicano. En un principio se refería al espacio festivo: músicos, música, baile. No hay lugar particular o preciso que permita ubicar dónde surgió tal tradición. La referencia más antigua aparece en una ranchería de Nayarit. Pedro Castillo Romero. 1973. "Santiago Ixcuintla, Cuna del Mariachi Mexicano", ofrece la primera pista para localizar dicha palabra (Mariache, Mariachi, Marriache) en el Archivo Parroquial de Santiago Ixcuintla.
La Estadística General del Departamento de Jalisco de 1838 descarta la versión francesa de la palabra "mariage" asociada a Mariache o Mariachi. Jáuregui también aporta datos acerca de que mariache quizá proviene de la denominación que los indio le daban a la tarima de baile.

## Mariachis en el extranjero

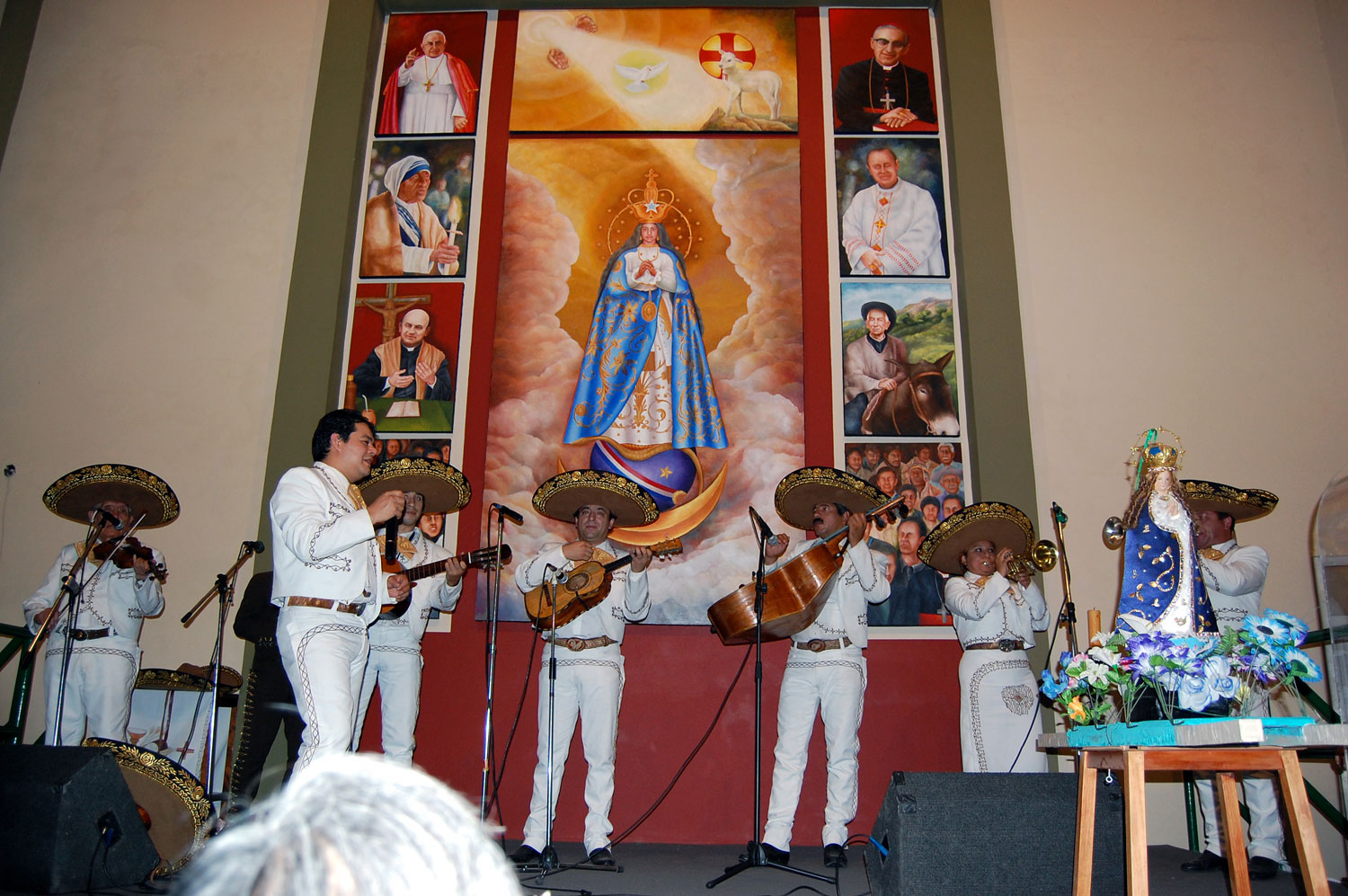
Mariachi de Paraguay.

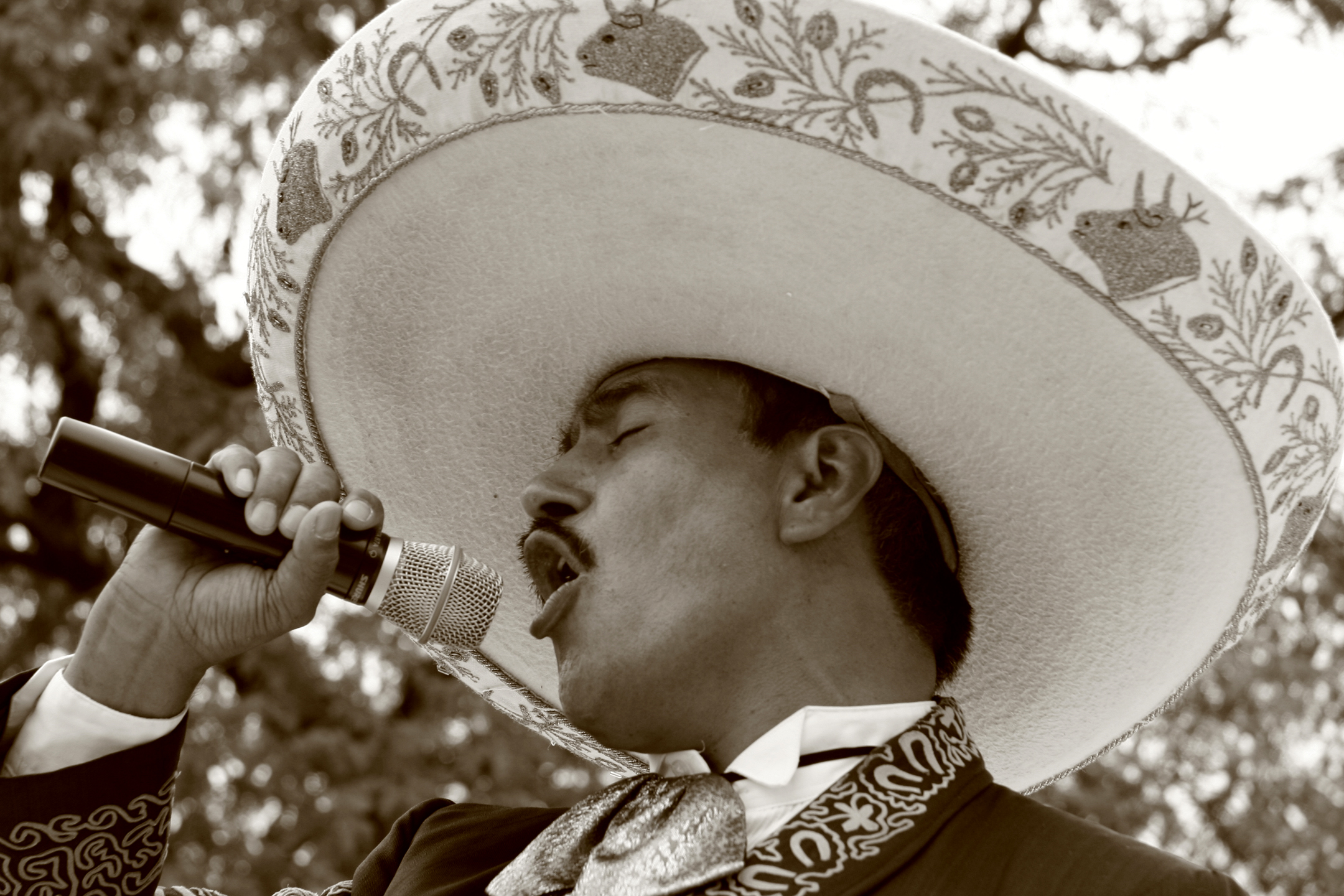
Mariachi cantando en los Estados Unidos.

- Los conjuntos de mariachi tienen especial arraigo en Venezuela, Colombia y Paraguay, donde es usual contratar a conjuntos para celebraciones de todo tipo, también son populares en Guatemala, Nicaragua, El Salvador, Ecuador, Bolivia, Perú, Honduras y Costa Rica. En Estados Unidos, debido a la alta prevalencia de la cultura y población de origen mexicano, los mariachis son comunes en fiestas propias de la comunidad mexicano-estadounidense, así como en la más extendida celebración del Cinco de Mayo.

- En Europa, es principalmente en España donde existe una cantidad considerable de agrupaciones de mariachi debido en gran medida a los lazos culturales, el idioma y la migración entre ambos países. A los mariachis también se les puede escuchar en verbenas populares en las grandes ciudades.

- En Asia en el año 2000 salió una serie llamada Bakuten Shoot Beyblade 2000, donde hay un personaje llamado "Miguel" del equipo de "Los Renegados" donde él es un mariachi que participa en el torneo Norteamericano de Beyblade (peonzas o trompos) donde su beyblade es una pequeña guitarra en color rosa mexicano, por cierto se hizo una controversia acerca de este personaje acerca de su aspecto.

- En Cuenca, Ecuador, el mariachi es un complemento para una celebración. Aunque en la región se han caracterizado las serenatas con repertorio del género ranchero, el mariachi Atenas de Cuenca, bajo el lema "Más que música mexicana" ha incluido en su repertorio temas de moda de diversos géneros musicales, ampliando así su abanico musical haciendo de cada celebración una verdadera fiesta.[32]
- En Lima, Perú, Mariachi los Galleros, es uno de los pioneros en ofrecer los servicios de serenatas mexicanas para fiestas de cumpleaños, matrimonios, aniversarios, Día de la Madre, etc. Tienen una amplia y reconocida trayectoria, con varias participaciones en programas de televisión.[33]

## Repertorio de tipos musicales
Originalmente fueron básicamente sones, jarabes, valonas de tipo secular, e minuetes de corte religioso. Empero los tipos musicales que interpreta el mariachi actualmente son:
- Métrica de 2/4 (binaria)

- Canción ranchera (a dos tiempos) - "La ley del monte"
- Corrido (a dos tiempos) - "El moro de cumpas"
- Polka mexicana - "Las bicicletas"
- Pasodoble - "El hidalguense"
- Marcha - "Marcha de Zacatecas"

- Métrica de 3/4 (ternaria)

- Canción ranchera (a tres tiempos) - "Ella"
- Corrido (a tres tiempos) - "El caballo blanco"
- Vals mexicano - "Alejandra"

- Métrica de 4/4 (binaria)

- Bolero ranchero - "Entrega total"
- Canción rítmica - "Tu pelo"
- Danzón - "Salón México"
- Chotís - "Amor de madre"
- Danza - La paloma
- Serenata - "Las golondrinas"

- Métrica de 6/8

- Son de mariachi - "El son de la negra"
- Huapango de mariachi - "El pastor"
- Sones regionales (adaptaciones) - "La bamba"

- Métrica 3/4 con 6/8

- Joropo

- Métrica combinada

- Jarabe - "Jarabe tapatío"
- Otras mixturas - "Muerte de un gallero" (corrido-son)

- Otras

- Oberturas de música clásica - "Las bodas de Luis Alonso"
- Ópera - "Carmen"
- Música religiosa - Misa
- Canción fiestera - "El mariachi loco"
- Balada

## Piezas representativas
Algunas de las canciones más representativas y conocidas alrededor del Mundo son Cielito lindo de Elpidio Ramírez y El rey de José Alfredo Jiménez, quien también compuso:
- Ella
- Media vuelta
- Camino de Guanajuato
- El siete mares
- Deja que salga la luna
- El último trago
- Paloma querida
- Que te vaya bonito
- Serenata huasteca
- Un mundo raro
- El jinete

Del compositor Manuel Esperón son, entre otras, las siguientes canciones:
- Serenata tapatía
- Ay Jalisco no te rajes
- Amorcito corazón (bolero ranchero)
- Mi cariñito
- Cocula
- Esos Altos de Jalisco
- El charro mexicano
- Hasta que perdió Jalisco
- Me he de comer esa tuna
- Arandas

Del compositor Gilberto Parra Paz canciones como:
- Los laureles
- El venadito
- Por un amor
- Que te ha dado esa mujer
- Amor de los dos
- El arracadas
- Cruz de pasión

Del compositor José Pablo Moncayo su obra sinfónica:
- Huapango